# Lignerolles (Indre)
Pour les articles homonymes, voir Lignerolles.
Lignerolles est une commune française située dans le département de l'Indre, en région Centre-Val de Loire.

## Géographie

### Localisation
La commune est située dans le sud-est du département, à la limite avec le département du Cher. Elle est située dans la région naturelle du Boischaut Sud.
Les communes limitrophes sont : Pérassay (3 km), Feusines (4 km), Urciers (5 km), Saint-Priest-la-Marche (6 km), Saint-Saturnin (7 km) et Châteaumeillant (9 km).
Les communes chefs-lieux et préfectorales sont : La Châtre (15 km), Châteauroux (49 km), Issoudun (52 km) et Le Blanc (84 km).

### Hameaux et lieux-dits
Les hameaux et lieux-dits de la commune sont : la Tuilerie, la Métairie, Dardines, le Relionnais, le Chaliteau, les Loges, le Buisson, le Bourdeau et le Cluzeau.

### Géologie et hydrographie
La commune est classée en zone de sismicité 2, correspondant à une sismicité faible.
Le territoire communal possède les sources des rivières Igneraie et Sinaise.

### Climat
Pour des articles plus généraux, voir Climat du Centre-Val de Loire et Climat de l'Indre.
En 2010, le climat de la commune est de type climat océanique dégradé des plaines du Centre et du Nord, selon une étude du CNRS s'appuyant sur une série de données couvrant la période 1971-2000. En 2020, Météo-France publie une typologie des climats de la France métropolitaine dans laquelle la commune est dans une zone de transition entre le climat océanique altéré et le climat de montagne ou de marges de montagne et est dans la région climatique Ouest et nord-ouest du Massif Central, caractérisée par une pluviométrie annuelle de 900 à 1 500 mm, maximale en automne et en hiver.
Pour la période 1971-2000, la température annuelle moyenne est de 10,6 °C, avec une amplitude thermique annuelle de 15,6 °C. Le cumul annuel moyen de précipitations est de 893 mm, avec 11,9 jours de précipitations en janvier et 7,6 jours en juillet. Pour la période 1991-2020, la température moyenne annuelle observée sur la station météorologique de Météo-France la plus proche, « Ste--Sévère », sur la commune de Sainte-Sévère-sur-Indre à 6 km à vol d'oiseau, est de 12,1 °C et le cumul annuel moyen de précipitations est de 843,9 mm,. Pour l'avenir, les paramètres climatiques de la commune estimés pour 2050 selon différents scénarios d'émission de gaz à effet de serre sont consultables sur un site dédié publié par Météo-France en novembre 2022.

### Voies de communication et transports
Le territoire communal est desservi par les routes départementales : 54, 54A, 54E, 71 et 71D.
La gare ferroviaire la plus proche est la gare de Châteauroux, à 25 km.
Lignerolles est desservie par les lignes F et G du Réseau de mobilité interurbaine.
L'aéroport le plus proche est l'aéroport de Châteauroux-Centre, à 56 km.

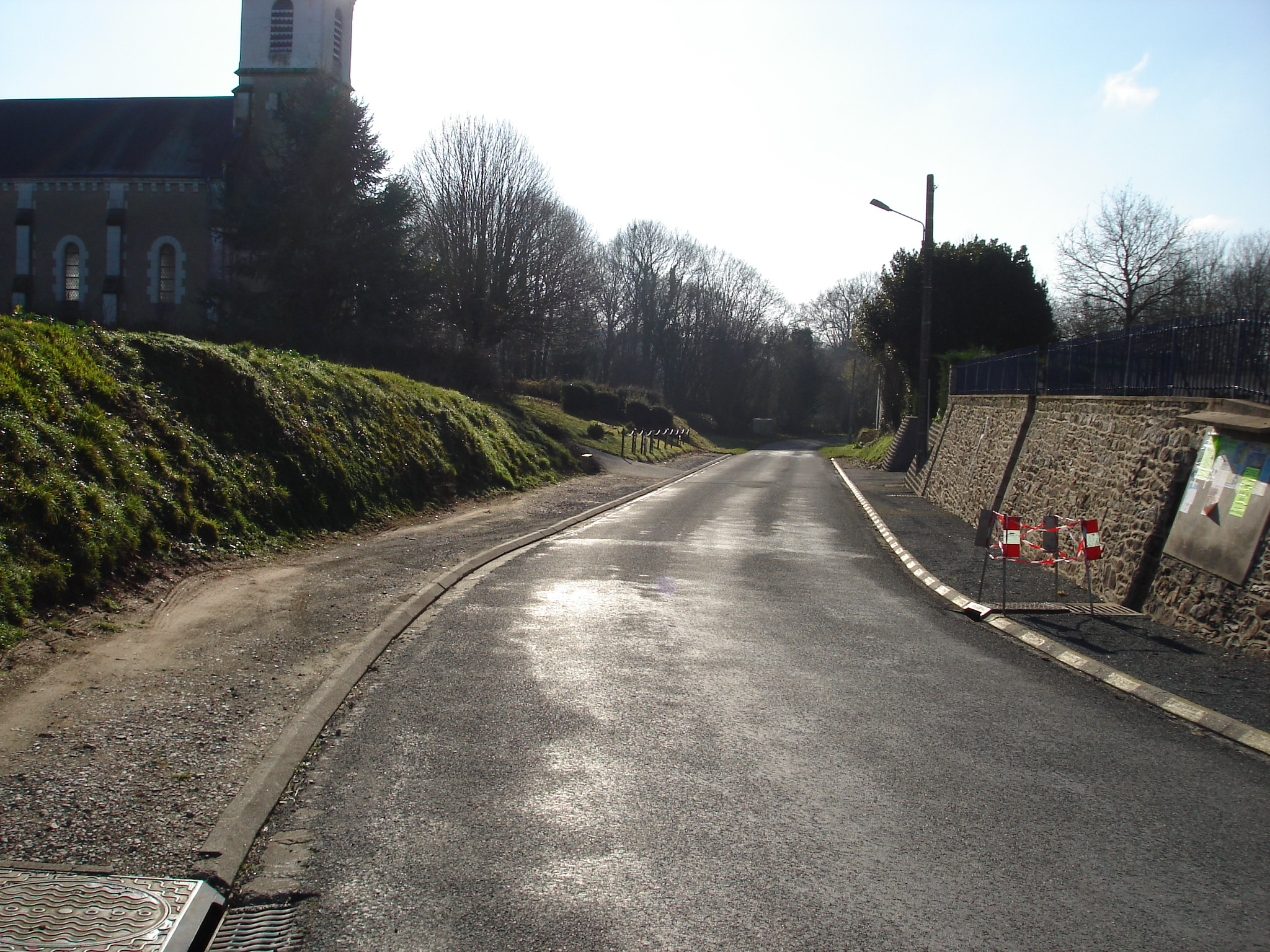
La route départementale 71 en 2012.
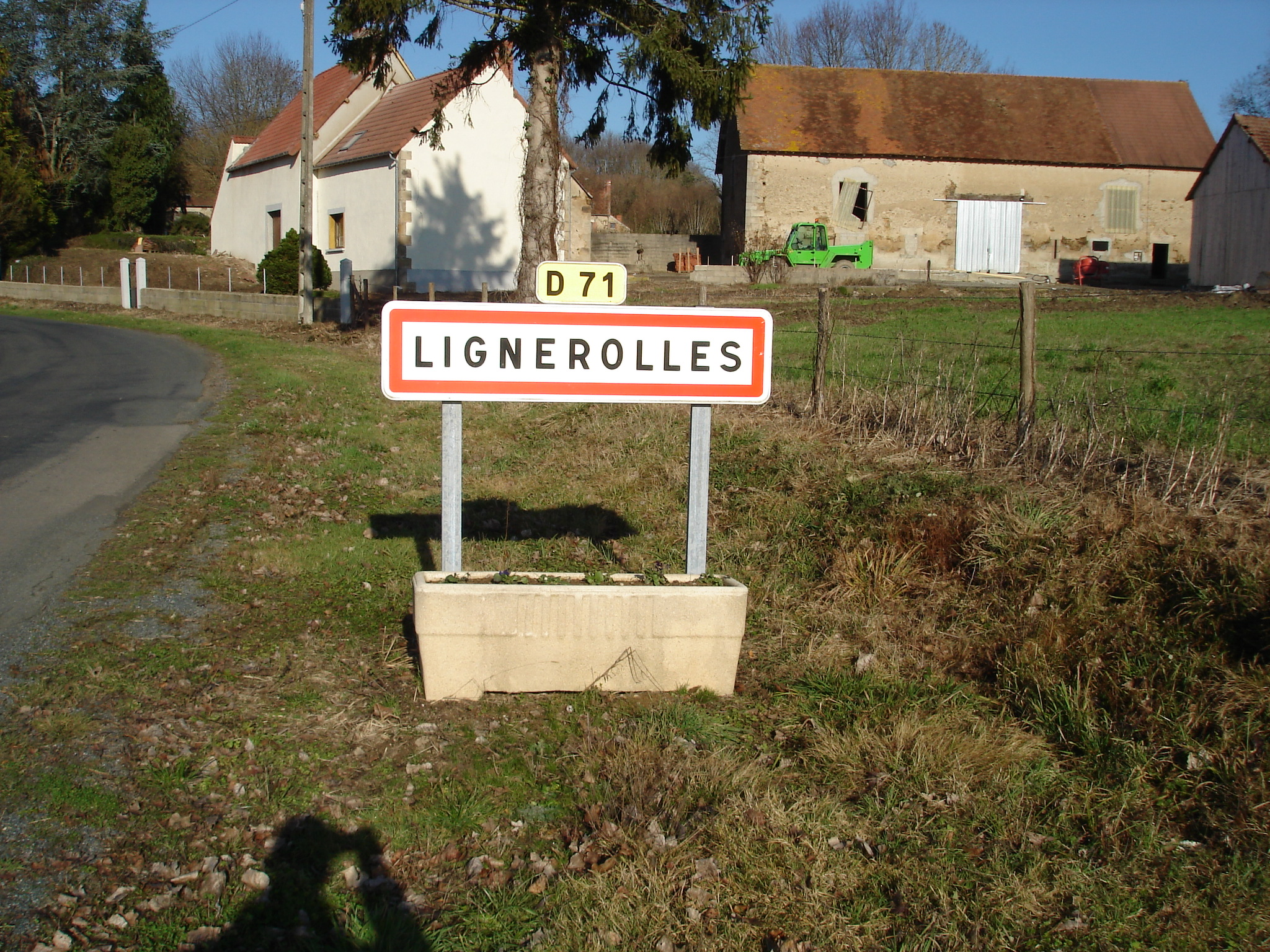
Le panneau d'entrée d’agglomération en 2012.

## Urbanisme

### Typologie
Au 1er janvier 2024, Lignerolles est catégorisée commune rurale à habitat très dispersé, selon la nouvelle grille communale de densité à sept niveaux définie par l'Insee en 2022.
Elle est située hors unité urbaine et hors attraction des villes,.

### Occupation des sols
L'occupation des sols de la commune, telle qu'elle ressort de la base de données européenne d’occupation biophysique des sols Corine Land Cover (CLC), est marquée par l'importance des territoires agricoles (87,3 % en 2018), une proportion identique à celle de 1990 (87,3 %). La répartition détaillée en 2018 est la suivante : 
zones agricoles hétérogènes (35,1 %), prairies (32 %), terres arables (20,3 %), forêts (12,7 %). L'évolution de l’occupation des sols de la commune et de ses infrastructures peut être observée sur les différentes représentations cartographiques du territoire : la carte de Cassini (XVIIIe siècle), la carte d'état-major (1820-1866) et les cartes ou photos aériennes de l'IGN pour la période actuelle (1950 à aujourd'hui).

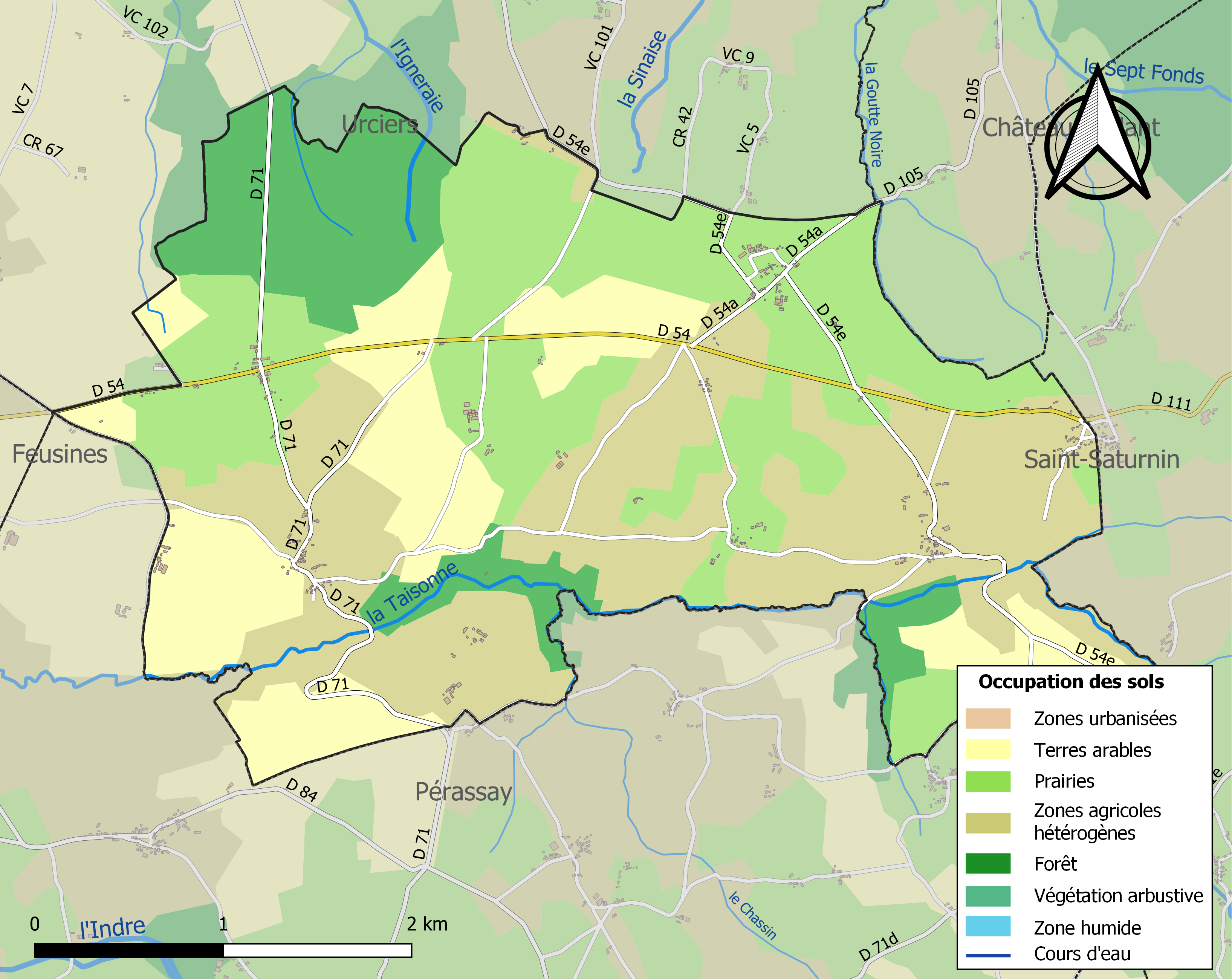
Carte des infrastructures et de l'occupation des sols de la commune en 2018 (CLC).

### Logement
Le tableau ci-dessous présente le détail du secteur des logements de la commune :
| Date du relevé                                              | 2013   | 2015   |
| Nombre total de logements                                   | 133    | 129    |
| Résidences principales                                      | 49,5 % | 48,1 % |
| Résidences secondaires                                      | 32,4 % | 33,3 % |
| Logements vacants                                           | 18,1 % | 18,6 % |
| Part des ménages propriétaires de leur résidence principale | 90,3 % | 90,3 % |

### Risques majeurs
Le territoire de la commune de Lignerolles est vulnérable à différents aléas naturels : météorologiques (tempête, orage, neige, grand froid, canicule ou sécheresse) et séisme (sismicité faible). Il est également exposé à un risque particulier : le risque de radon. Un site publié par le BRGM permet d'évaluer simplement et rapidement les risques d'un bien localisé soit par son adresse soit par le numéro de sa parcelle.

#### Risques naturels

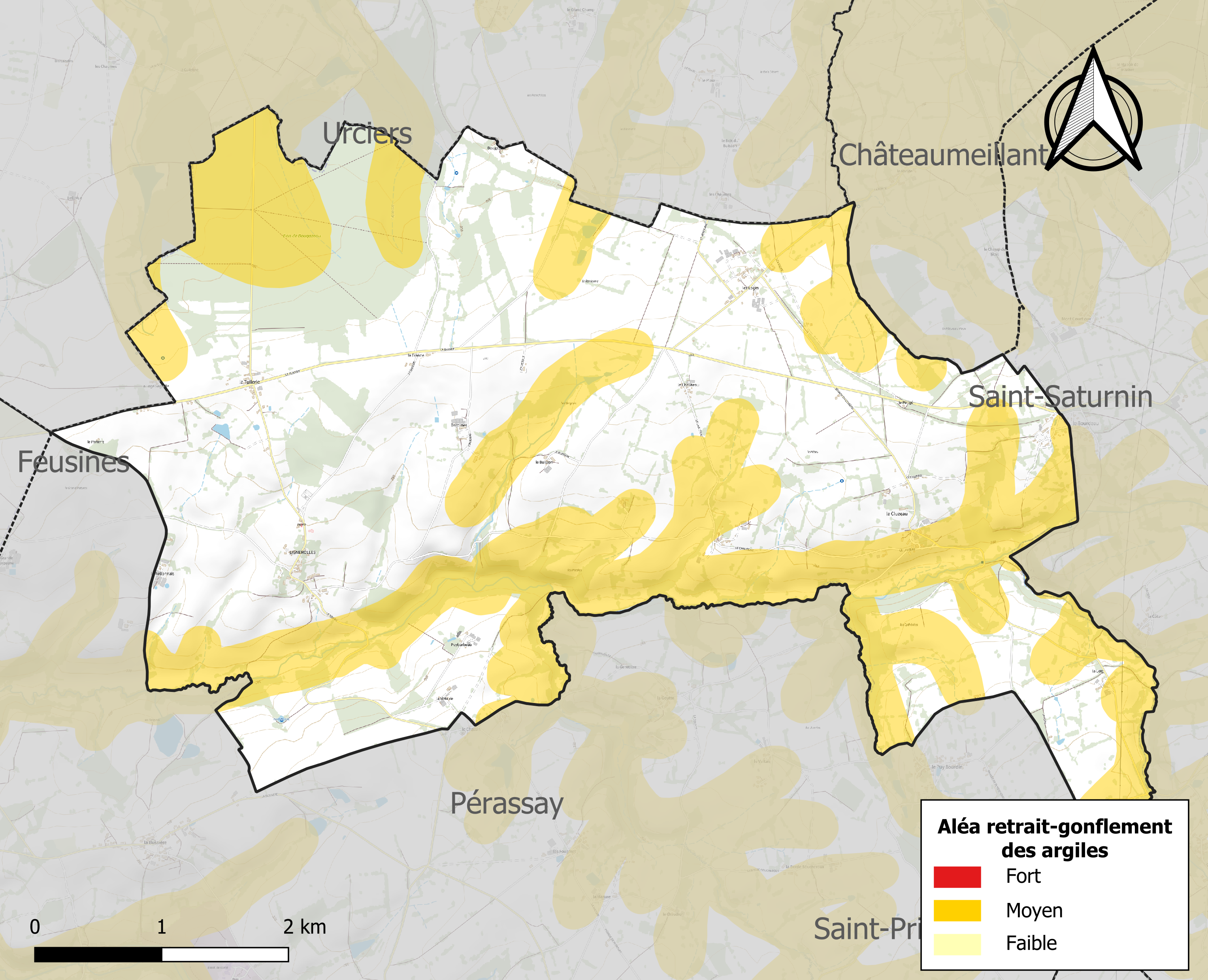
Carte des zones d'aléa retrait-gonflement des sols argileux de Lignerolles.

Le retrait-gonflement des sols argileux est susceptible d'engendrer des dommages importants aux bâtiments en cas d’alternance de périodes de sécheresse et de pluie. 37,4 % de la superficie communale est en aléa moyen ou fort (84,7 % au niveau départemental et 48,5 % au niveau national). Sur les 133 bâtiments dénombrés sur la commune en 2019, 25 sont en aléa moyen ou fort, soit 19 %, à comparer aux 86 % au niveau départemental et 54 % au niveau national. Une cartographie de l'exposition du territoire national au retrait gonflement des sols argileux est disponible sur le site du BRGM,.
Concernant les mouvements de terrains, la commune a été reconnue en état de catastrophe naturelle au titre des dommages causés par la sécheresse en 2019 et par des mouvements de terrain en 1999.

#### Risque particulier
Dans plusieurs parties du territoire national, le radon, accumulé dans certains logements ou autres locaux, peut constituer une source significative d’exposition de la population aux rayonnements ionisants. Toutes les communes du département sont concernées par le risque radon à un niveau plus ou moins élevé. Selon la classification de 2018, la commune de Lignerolles est classée en zone 3, à savoir zone à potentiel radon significatif.

## Toponymie
Le nom de la localité est attesté sous les formes Liniarolae  au VIIe siècle, Linerolie en 1327, Laneroles au XIIIe siècle, de Lineriolis en 1648.
Toponyme issu du mot de la langue d'oïl linière « champ de lin » et du suffixe diminutif -olle au pluriel, un territoire ou une plantation à l'époque gallo-romaine.
Homonymie avec  Lignerolles (Eure), Lignerolles (Allier), Lignerolles (Côte-d'Or) et Lignerolles (Orne).

## Histoire
La commune fut rattachée de 1973 à 2015 au canton de Sainte-Sévère-sur-Indre.

## Politique et administration
La commune dépend de l'arrondissement de La Châtre, du canton de La Châtre, de la deuxième circonscription de l'Indre et de la communauté de communes de La Châtre et Sainte-Sévère.
| Période                                  | Période   | Identité        | Étiquette | Qualité             |
| ---------------------------------------- | --------- | --------------- | --------- | ------------------- |
| mars 2001                                | mars 2008 | Jean Vignot     | ?         | ?                   |
| mars 2008,                               | En cours  | Michel Rousseau | DVD       | Exploitant agricole |
| Les données manquantes sont à compléter. |           |                 |           |                     |

## Population et société

### Démographie
L'évolution du nombre d'habitants est connue à travers les recensements de la population effectués dans la commune depuis 1793. Pour les communes de moins de 10 000 habitants, une enquête de recensement portant sur toute la population est réalisée tous les cinq ans, les populations de référence des années intermédiaires étant quant à elles estimées par interpolation ou extrapolation. Pour la commune, le premier recensement exhaustif entrant dans le cadre du nouveau dispositif a été réalisé en 2005.

En 2022, la commune comptait 115 habitants, en évolution de +12,75 % par rapport à 2016 (Indre : −3 %, France hors Mayotte : +2,11 %).
| 1793 | 1800 | 1806 | 1821 | 1831 | 1836 | 1841 | 1846 | 1851 |
| ---- | ---- | ---- | ---- | ---- | ---- | ---- | ---- | ---- |
| 280  | 179  | 228  | 299  | 339  | 448  | 438  | 463  | 466  |

| 1856 | 1861 | 1866 | 1872 | 1876 | 1881 | 1886 | 1891 | 1896 |
| ---- | ---- | ---- | ---- | ---- | ---- | ---- | ---- | ---- |
| 487  | 465  | 483  | 513  | 509  | 518  | 536  | 544  | 530  |

| 1901 | 1906 | 1911 | 1921 | 1926 | 1931 | 1936 | 1946 | 1954 |
| ---- | ---- | ---- | ---- | ---- | ---- | ---- | ---- | ---- |
| 523  | 540  | 506  | 442  | 400  | 386  | 377  | 327  | 329  |

| 1962 | 1968 | 1975 | 1982 | 1990 | 1999 | 2005 | 2006 | 2010 |
| ---- | ---- | ---- | ---- | ---- | ---- | ---- | ---- | ---- |
| 269  | 234  | 189  | 166  | 136  | 136  | 117  | 114  | 118  |

| 2015 | 2020 | 2022 | - | - | - | - | - | - |
| ---- | ---- | ---- | - | - | - | - | - | - |
| 104  | 108  | 115  | - | - | - | - | - | - |

### Enseignement
La commune dépend de la circonscription académique de La Châtre.

### Médias
La commune est couverte par les médias suivants : La Nouvelle République du Centre-Ouest, Le Berry républicain, L'Écho - La Marseillaise, La Bouinotte, Le Petit Berrichon, L'Écho du Berry, France 3 Centre-Val de Loire, Berry Issoudun Première, Vibration, Forum, France Bleu Berry et RCF en Berry.

## Économie
La commune se situe dans la zone d’emploi de Châteauroux et dans le bassin de vie de Châteaumeillant.

## Culture locale et patrimoine

### Lieux et monuments
- Château de Puybarbeau
- Église Saint-Paul, contient une verrière de Raphaël Lardeur
- Monument aux morts
- Cimetière communal
- Croix
- Puits

Photos extérieures prises en 2012
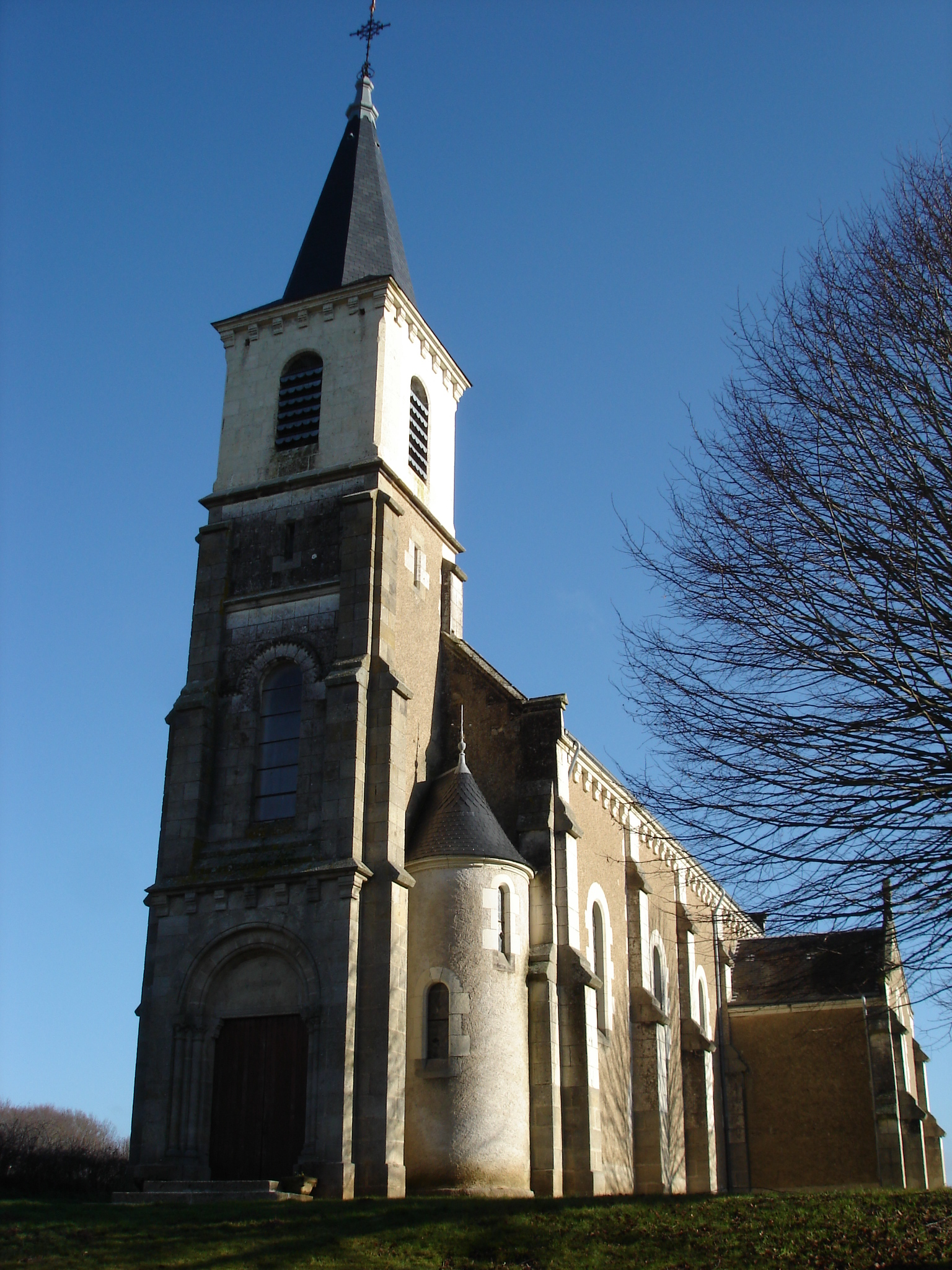
L'église.
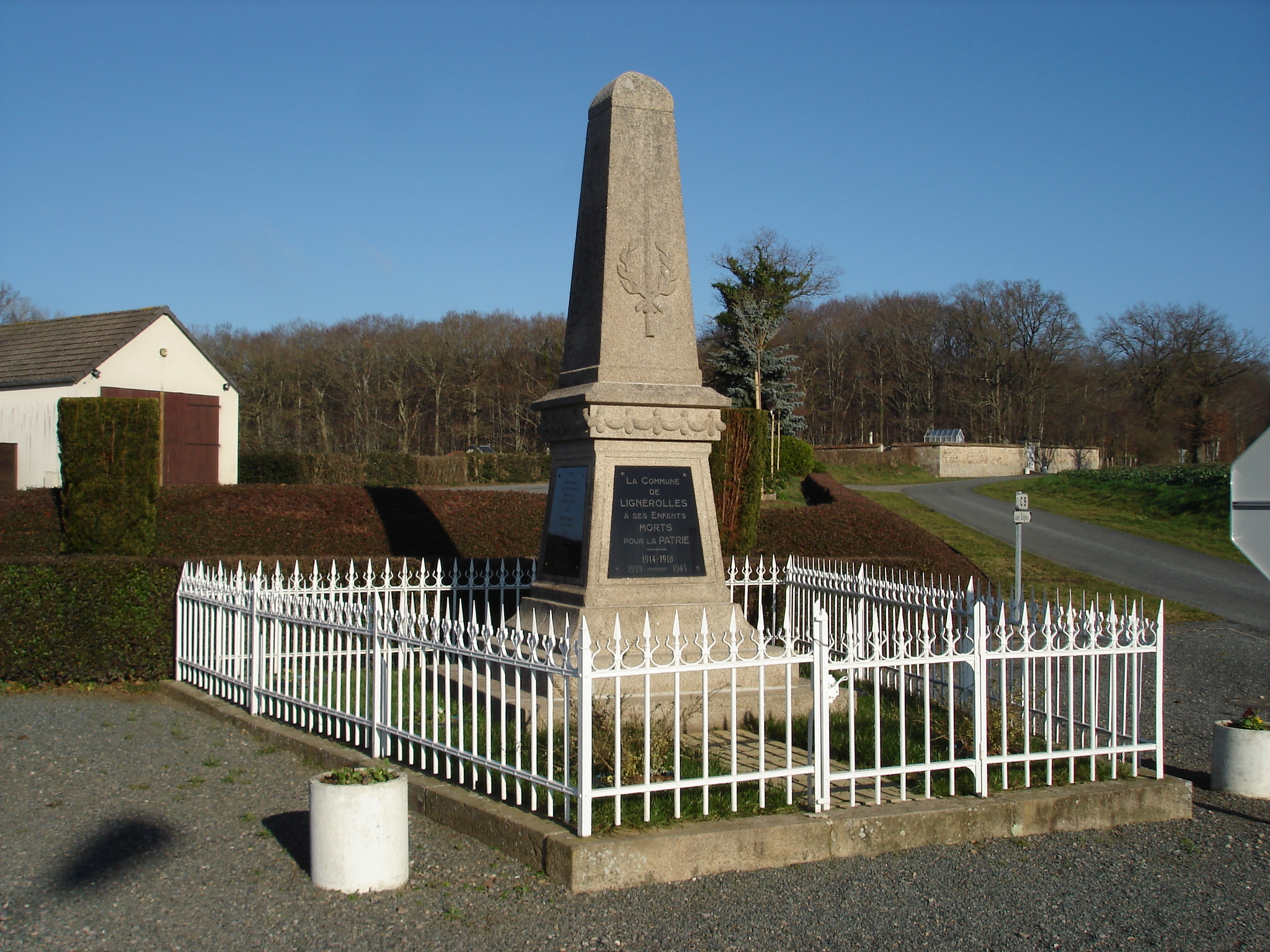
Le monument aux morts.
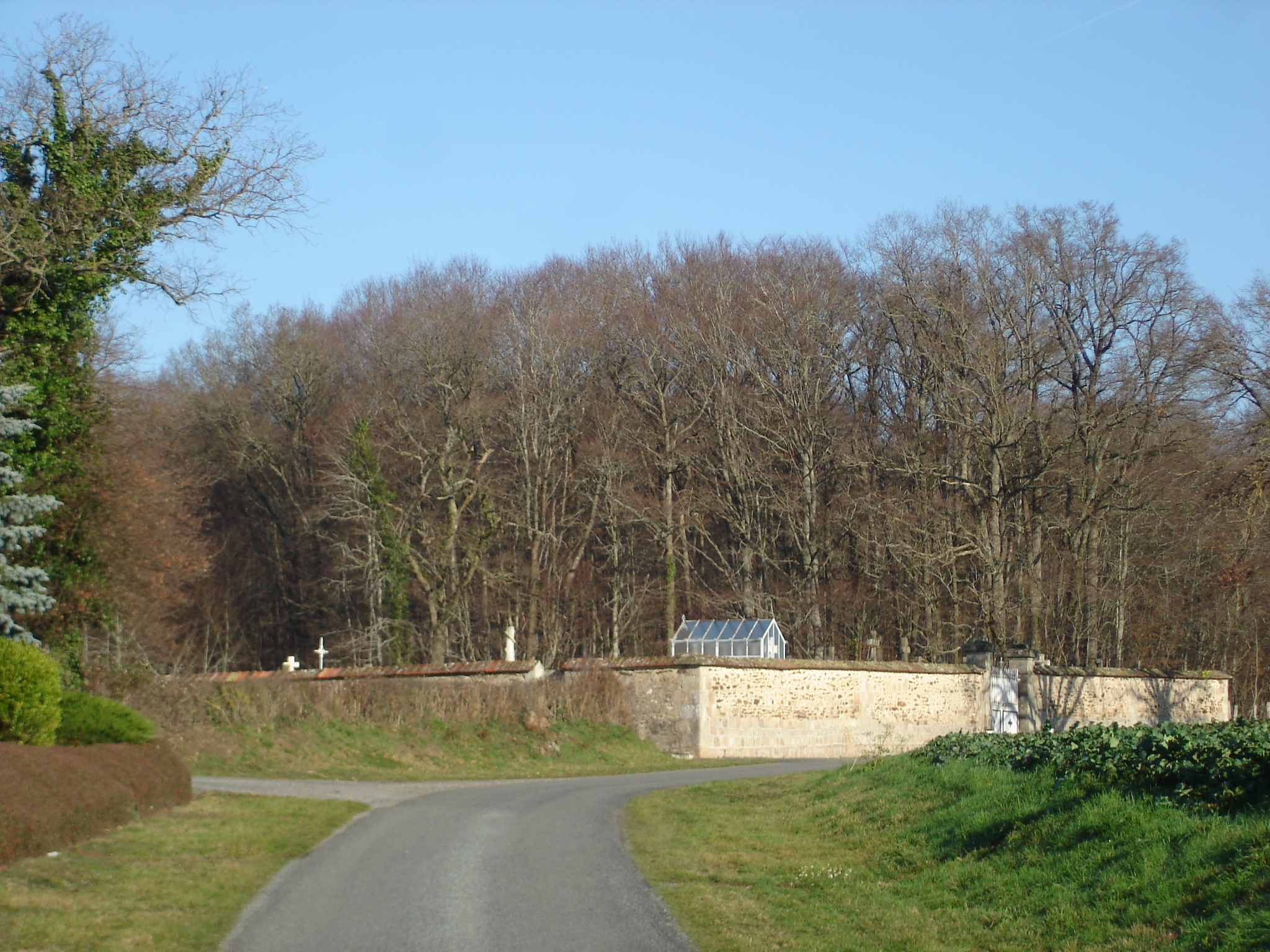
Le cimetière communal.
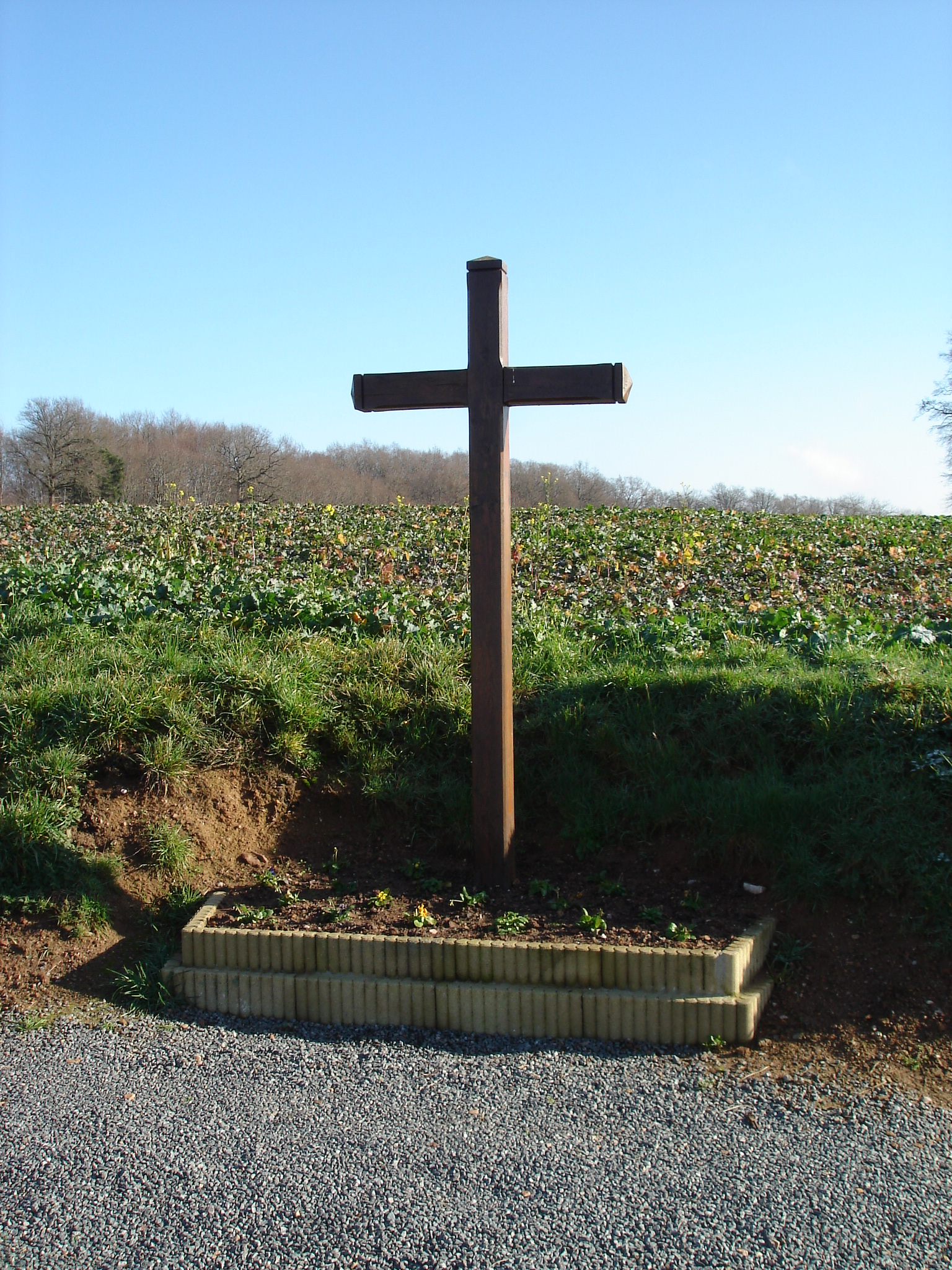
La croix.
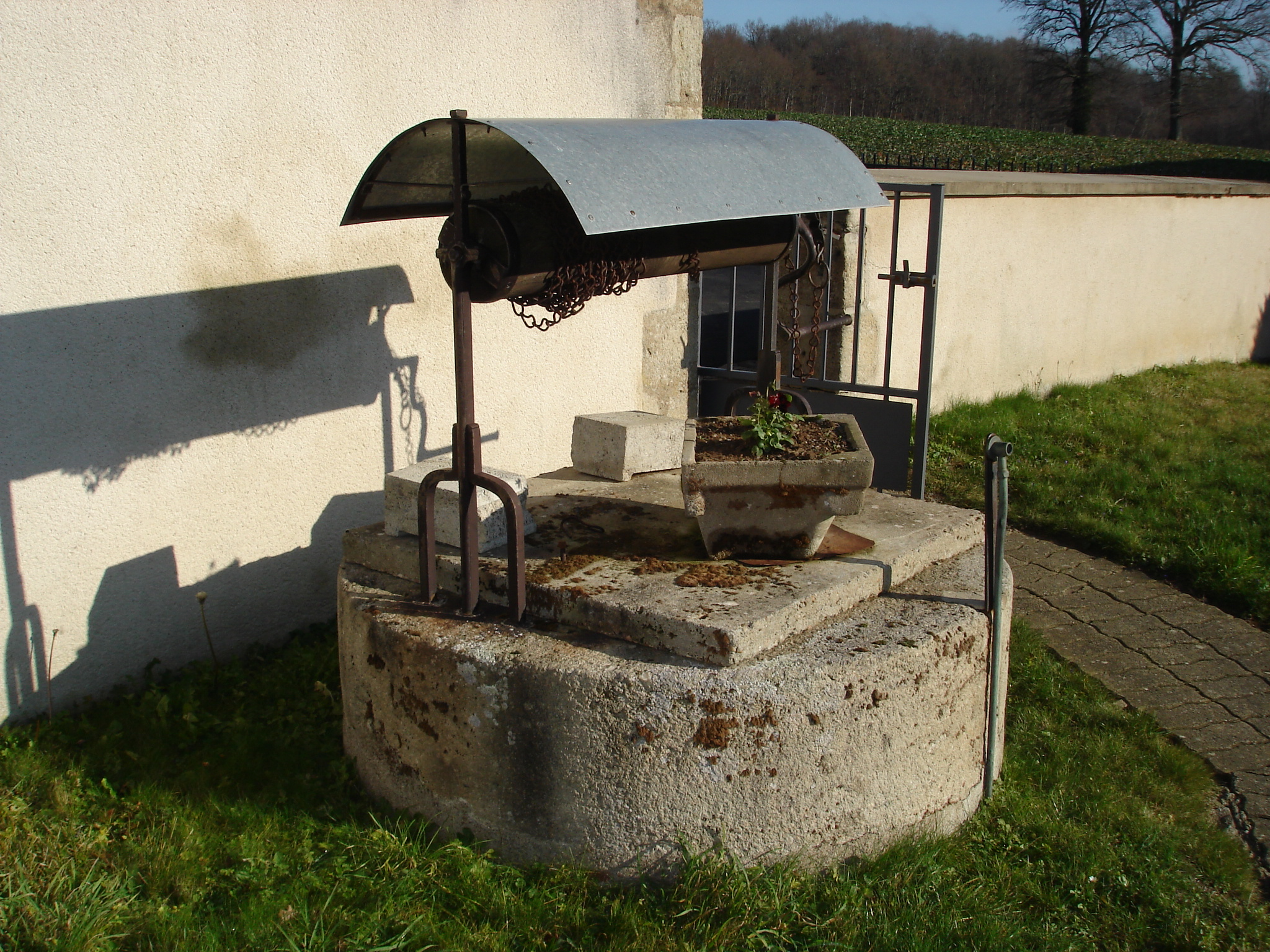
Le puits.
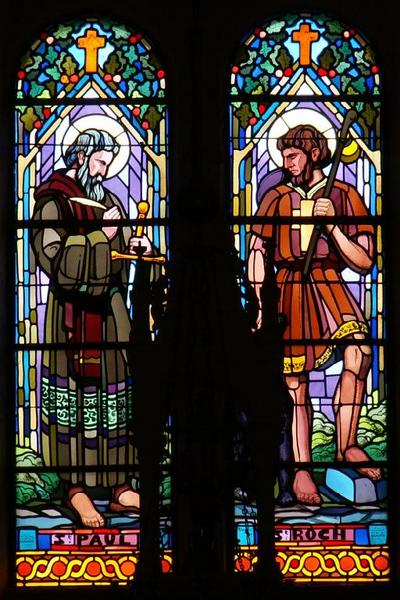
Saint-Paul et Saint-Roch.